# BRADBERRY ORCHESTRA
BRADBERRY ORCHESTRA（ブラッドベリ・オーケストラ）は、2009年に小林武史と大沢伸一により結成された日本の音楽グループ、プロデューサー・ユニット。
ユニット名はSF作家のレイ・ブラッドベリの名前に由来する。

## 概要
サザンオールスターズ、Mr.Childrenをはじめ、数多くのアーティストを通じて日本のポップ・シーンを作ってきた音楽プロデューサー小林武史と、世界を舞台に活躍するDJ/ミュージシャン/プロデューサーの大沢伸一が組んだエレクトロニック・ダンスユニット。
小林が代表取締役社長を務める烏龍舎の所属ではなく、その外部組織として設立された新会社“B.B.O.apartment”のB.B.O.プロジェクトという形である。
制作作業では互いにキャッチボール式に楽曲をやりとりし、二往復ほどで大体形になった。基本的に歌詞とメロディーが小林、リズム･トラックは大沢という分担だった。
小林が音楽担当した2001年公開の映画『リリイ・シュシュのすべて』に登場する架空のシンガーソングライター・Lily Chou-Chouが過去に所属していたという設定のバンドと同名であるが、こちらのBRADBERRY ORCHESTRAと「Lily Chou-Chou」関連のプロジェクトとの関係についての言及はない。
またユニット結成前にフジテレビ系列で放送されたバラエティ特別番組「ネオコラ!東京環境会議」において、"Bradberry Orchestra"名義で番組テーマ曲「手紙」が披露されているが、BRADBERRY ORCHESTRAのディスコグラフィーには記載されていない。

## メンバー
- 小林武史（キーボード、ボーカル）
  - Mr.Childrenをはじめ、サザンオールスターズ、レミオロメン、Salyuなど数多くのアーティストのレコーディングやライヴ演出などを手がける音楽プロデューサー[5]。
- 大沢伸一（シンセサイザー類、ベース）
  - 世界のクラブシーンでDJとして活躍する一方、国内外のアーティストのプロデュース、リミックスを数多く手がける音楽プロデューサー[5]。

### ゲストボーカル
「Lucky」
- Salyu
- エリイ（Chim↑Pom）

「Physical」
- スガシカオ
- Crystal Kay
- Salyu

### バンドメンバー
2013年
- ダイアナチアキ（ボーカル）
- 田中義人（ギター）
- 屋敷豪太（ドラムス）

## 来歴
2009年8月、小林からグループ結成の誘いを受けた大沢がそれを承諾。9月5日、国立代々木第一体育館で開催されたファッションフェスタ「第9回東京ガールズコレクション 2009 AUTUMN/WINTER」において、ボーカルにSalyu×エリイを迎えて最初の楽曲「Lucky」を披露。10月1日から同曲をOORONG-SHA MOBILE・レコチョクを始めとした音楽配信サイトにて無料配信を開始。11月6日にBillboard Live TOKYOでレセプション・パーティーを開催する。
2010年3月18日、Sony EricssonのスマートフォンXperiaのTV CM & キャンペーン発表会でCMソングとして書き下ろした「LOVE CHECK」を生ライブで披露。
2011年3月16日、初のCDとなる1stミニアルバム『Vol.0』をリリースする。3月17日発売のゲームソフト『龍が如く OF THE END』にオープニング曲「Mutation」とエンディング曲「kizamu」を提供。10月19日、ファッションブランド「VANQUISH」が恵比寿ガーデンホールにて開催した「VANQUISH 2011 Spring/Summer COLLECTION」のランウェイショー用音源にBRADBERRY ORCHESTRAの楽曲が用いられた。
2012年、ボーカリストにスガシカオ、Crystal Kay、Salyuを迎えて制作した楽曲「Physical」がテレビ東京系ロンドン五輪中継テーマソングに決定。
2013年10月、約3年振りにステージに立つ。ライブは小林と大沢の2人にギタリストの田中義人、ボーカルのダイアナ、ドラムスの屋敷豪太が加わったバンドで行われた。同年12月30日COUNTDOWN JAPAN 13/14にて、Salyuの2015年発売のアルバム『Android & Human Being』に収録の「THE RAIN」が演奏される。

## ディスコグラフィー

### 配信シングル
シングル・リリースは全て配信となっている。またライブでのみ披露され、リリースされていない曲もある。
| 発表          | タイトル       | 備考 |
| ------------- | -------------- | --- |
| 2009年10月1日 | Lucky          | 着うた限定配信。音楽配信サイトにて無料配信された。 Salyuとエリィ（Chim↑Pom）がボーカル参加しており、発表当初は「Lucky feat. Salyu & エリィ」とクレジットされていた。 |
| 2010年4月1日  | LOVE CHECK     | 着うた、着うたフル、Xperia限定。音楽配信サイトにて無料配信された。XperiaCMソング第1弾。                                                                              |
| 2010年7月     | To be (or not) | 音楽配信サイトにて無料配信された。XperiaCMソング第2弾。 |
| 2010年10月    | L.P.D.         | 音楽配信サイトにて無料配信された。XperiaCMソング第3弾。 |
| 2011年        | Mutation       | ゲームソフト龍が如く OF THE ENDの主題歌。タイアップ参照。 |
| 2011年        | kizamu         | ゲームソフト龍が如く OF THE ENDのエンディングテーマ曲。タイアップ参照。                                                                                              |
| 2012年7月25日 | Physical       | Bradberry Orchestra feat. スガシカオ、Crystal Kay、Salyu |

### アルバム
|     | 発売日        | タイトル                                                                          | 規格                   | 規格品番 | 収録曲 | 備考 |
| --- | ------------- | --------------------------------------------------------------------------------- | ---------------------- | -------- | ------ | --- |
| 1st | 2010年 4月1日 | DNA of B.B.O. -Xperia selected major music of Takeshi Kobayashi & Shinichi Osawa- | デジタル・ダウンロード |          |        | 「LOVE CHECK」を含む全11曲入りの限定デジタルアルバム。2010年4月1日から4月30日までの期間、NTTドコモのスマートフォンXperia購入者を対象に、応募の中から先着1000名限定でプレゼントされた。 |

## タイアップ一覧
| 曲名               | タイアップ先                                                                            | 起用年 |
| ------------------ | --------------------------------------------------------------------------------------- | ------ |
| 「LOVE CHECK」     | Sony Ericsson/NTTドコモ“Xperia”CMソング                                                 | 2010年 |
| 「LOVE CHECK」     | Sony Ericsson/NTTドコモ“Xperia arc”のCMソング                                           | 2011年 |
| 「To be (or not)」 | Sony Ericsson/NTTドコモ“Xperia”CMソング                                                 | 2010年 |
| 「L.P.D.」         | Sony Ericsson/NTTドコモ“Xperia”CMソング                                                 | 2010年 |
| 「Mutation」       | プレイステーション3用ゲームソフト「龍が如く OF THE END」オープニング&エンディングテーマ | 2011年 |
| 「kizamu」         | プレイステーション3用ゲームソフト「龍が如く OF THE END」オープニング&エンディングテーマ | 2011年 |
| 「Physical」       | テレビ東京系ロンドン五輪テーマソング                                                    | 2012年 |